# 圣巴巴拉航空
聖巴巴拉航空，1995年11月成立，並於1996年3月飛上第一班飛機。总部位于委内瑞拉加拉加斯，其基地为西蒙·玻利瓦尔国际机场。

## 航點
截至2014年9月，聖巴巴拉航空有以下航點：
- 巴拿马
  - 巴拿馬城 - 托庫門國際機場
- 美国
  - 邁阿密 - 邁亞密國際機場
- 委內瑞拉
  - 卡拉卡斯 - 邁克蒂亞西蒙·玻利瓦爾國際機場 樞紐

### 已停航航點
- 美国
  - 紐約
- 秘魯
  - 利馬
- 葡萄牙
  - 豐沙爾
- 西班牙
  - 馬德里
  - 特內里費島

## 機隊
聖巴巴拉航空機隊的平均機齡為22.9年。